# 아드난 야콥
아드난 야콥(말레이어: Adnan Yaakob)은 말레이시아의 정치인으로 현재 파항주의 주수상이다. 통일말레이국민조직(UMNO) 소속이며, 1999년 이래 파항의 주수상으로 재직하고 있다. 그는 종종 독일의 독재자 아돌프 히틀러와 비교될 정도로 비판받는다.

## 생애
1950년 파항주 벤통에서 태어나 자란 아드난 야콥은 중등학교를 졸업하고 1969년에 교사가 되었다. 그 후 1972년부터 말라야 대학교에 다녔고 1975년에 졸업했다. 그는 1977년까지 교육 학위를 취득한 후 등록했다. 말레이시아 국제이슬람대학교에서 법학을 공부한다.
아드난은 정규 정치에 참여하기 위해 중퇴하여 법학 공부를 마치지 못했다. 그는 1986년 총선에서 펠랑가이의 파항주 입법의회 의석에 도전하여 승리했다. 1987년 벤통에서 UMNO 부서장으로 선출되었다.
1999년에 아드난은 모드 칼릴 야콥의 뒤를 이어 파항주의 멘테리 베사르(Menteri Besar)로 임명되었다.
2018년 총선의 여파로 그는 완 로스디 완 이스마일에 의해 멘테리 베사르(Menteri Besar)로 계승되었다. 19년 동안 근무한 아드난 야콥은 현재까지 파항주에서 가장 오랫동안 근무한 멘테리 베사르이다.